# جوزپه گالوزو
جوزپه گالوزو (انگلیسی: Giuseppe Galluzzo؛ زادهٔ ۳۰ مهٔ ۱۹۶۰) بازیکن فوتبال اهل ایتالیا است.
از باشگاه‌هایی که در آن بازی کرده‌است می‌توان به باشگاه فوتبال اسپتزیا، باشگاه فوتبال کرمونزه، باشگاه فوتبال آنکونا، باشگاه فوتبال باری، باشگاه فوتبال مونتسا، باشگاه فوتبال کروتونه، باشگاه فوتبال آ.ث. میلان، و باشگاه فوتبال اسپال اشاره کرد.